# Коливальний контур
Колива́льний ко́нтур або коливний контур — електричне коло, складене з резистора, конденсатора та котушки індуктивності, в якому можливі коливання напруги й струму.

Коливальні контури широко застосовуються в радіотехніці та електроніці, зокрема
в генераторах електричних коливань, в частотних фільтрах. Вони використовуються практично в кожному електротехнічному пристрої.

## Коливальний контур без джерела напруги
Коливальний контур, що складається із послідовно з'єднаних котушки індуктивністю {\displaystyle L\ }, конденсатора ємністю {\displaystyle C\ } та активного резистора {\displaystyle R\ } називається RLC-контуром.
В загальному випадку активний опір {\displaystyle R} включає не тільки активні опори провідників, а й опір, зв'язаний з витратами на випромінювання, що виникає внаслідок відкритості конденсатора та індуктивності.
У випадку, коли активний опір малий, і ним можна знехтувати, коливальний контур називають LC-контуром. 
В ланку коливального контуру можна додати перемикач для аналізу процесу накопичення зарядів на ємності.

### Якісний опис
Нехай у певний момент часу на обкладинках конденсатора C існує певний заряд: додатній на одній із них, від'ємний на іншій. Оскільки обкладинки сполучені між собою колом, що складається з індуктивності і опору, то конденсатор почне розряджатися, а через коло потече струм. Збільшення струму на котушці індуктивності викликає в ній електрорушійну силу, яка діятиме проти струму, перешкоджаючи йому зростати миттєво. Крім того, проходячи через активний опір, струм буде викликати нагрівання цього опору за законом Джоуля-Ленца, призводячи до втрат енергії.
Сила струму в колі буде збільшуватися доти, доки на обкладинках конденсатора залишатиметься заряд. Тоді, коли заряд на обкладинках конденсатора дорівнюватиме нулю, сила струму в колі буде максимальною, і відтоді почне зменшуватися. Зменшення струму в індуктивності призводить до виникнення електрорушійної сили, яка намагатиметься сповільнити це зменшення, тому струм в колі не зменшиться до нуля миттєво, а продовжуватиме протікати, заряджаючи конденсатор уже оберненим зарядом. На обкладинці, зарядженій спочатку додатньо, зосереджуватиметься від'ємний заряд, і навпаки. Максимального значення заряд досягне тоді, коли струм через коло спаде до нуля. В цю мить на обкладинках конденсатора утвориться заряд майже рівний початковому, тільки з оберненим знаком. Зменшення заряду зумовлене втратами в активному опорі, що викликають зменшення струму перезарядки. Далі процес повторюється в зворотньому напрямку - конденсатор починає розряджатися, викликаючи в колі струм, індуктивність спочатку обмежує швидкість зростання струму, а потім швидкість його зменшення викликає електрорушійну силу , що втримує заряд, і, як наслідок, конденсатор знову заряджається. 
Якщо втрати струму (на утворення тепла, на випромінювання електромагнітних хвиль тощо) невеликі, то коливання можуть продовжуватися дуже довго. У ідеальному випадку нульового опору - вічно. В реальних колах активний опір завжди існує, а тому реальні коливання завжди затухають.

### Математичне формулювання
Основним критерієм розгляду є умова постійності сили струму у всіх точках контуру. Тобто сила струму в довільний момент часу повинна задовольняти всім законам притаманним постійному струму. Такий змінний струм називають квазістаціонарним.
Диференціальне рівняння для класичного RLC-контуру записується для невідомої динамічної змінної - електричного заряду {\displaystyle q(t)\ } і є математичним виразом закону Кірхгофа. Рівняння складається з трьох доданків - спадів напруги на індуктивності, на резисторі та напрузі на ємності, які в сумі повинні давати нуль:
{\displaystyle L{\frac {d^{2}q}{dt^{2}}}+R{\frac {dq}{dt}}+{\frac {q}{C}}=0},
Розв'язок цього рівняння має вигляд:
{\displaystyle q(t)=A_{0}e^{-Rt/2L}\sin(\omega t+\alpha _{0})~,~~~\omega ={\sqrt {{\frac {1}{LC}}-{\frac {R^{2}}{4L^{2}}}}}}
де {\displaystyle \omega } - резонансна частота контуру, {\displaystyle A_{0}} - амплітуда коливань, {\displaystyle \alpha _{0}} - фаза. Таким чином, при замиканні перемикача в RLC-контурі виникають затухаючі коливання. Тому цей контур і називають коливальним контуром. Декремент затухання коливань у контурі визначається активним опором за формулою:
{\displaystyle \beta ={\frac {R}{2L}}}.
Через цей коефіцієнт затухання можна виразити миттєву амплітуду коливань заряду конденсатора:
{\displaystyle A=A_{0}e^{-Rt/2L}=A_{0}e^{-\beta t}\ }.
Різниця потенціалів {\displaystyle \Delta \phi \ } на обкладинках конденсатора пропорційна заряду {\displaystyle q}:
{\displaystyle \Delta \phi ={\frac {q}{C}}={\frac {A_{0}}{C}}e^{-Rt/2L}\sin(\omega t+\alpha _{0})\ }
Залежність сили струму в коливальному контурі від часу має вигляд:
{\displaystyle I=-{\frac {dq}{dt}}=A_{0}e^{-Rt/2L}{{\frac {R}{2L}}\sin(\omega t+\alpha _{0})\ -\omega \cos(\omega t+\alpha _{0})\ }}.
Якщо в початковий момент часу {\displaystyle t=0\ } заряд на обкладках конденсатора дорівнював {\displaystyle q=q_{0}\ }, а струм в контурі був відсутній, то 

початкову фаза коливань {\displaystyle \alpha _{0}} та їхня амплітуда дорівнюють:
{\displaystyle \alpha _{0}={\text{arctg}}\;{\frac {\omega }{\beta }}={\text{arctg}}\ {\sqrt {{\frac {4L}{CR^{2}}}-1}}~,~~~A_{0}={\frac {q_{0}}{\sin \alpha _{0}}}={\frac {q_{0}}{\sqrt {1-{\frac {CR^{2}}{4L}}}}}}.

## Незатухаючі коливання
Якщо опір контуру зменшувати до нуля {\displaystyle R\to \;0\ }, тоді в {\displaystyle LC-\ } контурі виникають незатухаючі коливання, для яких справедливі такі співвідношення:
{\displaystyle \omega _{0}={\frac {1}{\sqrt {LC}}}~,~~~\alpha _{0}={\frac {\pi }{2}}\ }.
Заряди, напруги та струми в коливальному контурі будуть у цьому випадку рівні:
{\displaystyle q=q_{0}\sin(\omega _{0}t+\pi /2)\ }
{\displaystyle \Delta \phi ={\frac {q_{0}}{C}}\sin(\omega _{0}t+\pi /2)\ }
{\displaystyle I=-q_{0}\omega _{0}\cos(\omega _{0}t+\pi /2)\ }
Період власних незатухаючих коливань дорівнює
{\displaystyle T={\frac {2\pi }{\omega _{0}}}=2\pi {\sqrt {LC}}} (12)
Ця формула вперше була отримана в 1853 році В. Томсоном, тому і називається формулою Томсона.
Струм {\displaystyle I(t)} в контурі можна переписати у вигляді:
{\displaystyle I=-q_{0}\omega _{0}\cos(\omega _{0}t+\pi /2)\ =q_{0}\omega _{0}\sin \omega _{0}t\ }.
Тобто він відстає по фазі від різниці потенціалів на обкладках конденсатора на {\displaystyle \pi /2}. Амплітуда {\displaystyle I_{0}\ } сили струму, та амплітуда {\displaystyle \Delta \phi } різниці потенціалів дорівнюють:
{\displaystyle I_{0}=q_{0}\omega _{0}=q_{0}/{\sqrt {LC}}~,~~~\Delta \phi =q_{0}/C\ }
тому
{\displaystyle I_{0}=\Delta \phi _{0}\cdot {\sqrt {C/L}}=\Delta \phi _{0}/\rho ~,~~~\rho ={\sqrt {\frac {L}{C}}}},
де величину {\displaystyle \rho } називають хвилевим опором контуру.

### Закон збереження енергії
Повна енергія контуру складається із суми двох енергій: енергії заряду {\displaystyle q(t)}, накопиченого на ємності, {\displaystyle W_{C}} та магнітної енергії на індуктивності {\displaystyle W_{L}}:
{\displaystyle W_{LC}=W_{C}+W_{L}={\frac {q(t)^{2}}{2C}}+{\frac {LI(t)^{2}}{2}}={\frac {q(t)^{2}}{2C}}+{\frac {L}{2}}\left({\frac {dq(t)}{dt}}\right)^{2}}.
Максимальна енергія, що накопичується на ємності дорівнює максимальній енергії, що накопичується на індуктивності і дорівнює повній енергії контуру
{\displaystyle W_{C0}={\frac {C\Delta \phi _{0}^{2}}{2}}={\frac {q_{0}^{2}}{2C}}={\frac {LI_{0}^{2}}{2}}=W_{L0}=W_{LC}}.

## Коливальні контури із джерелом напруги

### Послідовний контур
Послідовний контур - це такий коливальний контур, в якому джерело живлення підключено послідовно.

### Паралельний контур
Паралельний контур - це такий коливальний контур, в якому джерело живлення підключено паралельно.

## Висновки
В класичному коливальному контурі максимальне значення заряду на обкладках конденсатора завжди визначається початковими умовами. Скільки заряду {\displaystyle q_{0}\ } посадили на ємність, стільки ж і буде брати участь в коливаннях у випадку незатухаючих коливань. У випадку затухаючих коливань, кількість заряду буде перманентно зменшуватися.